# Colono Agoraios

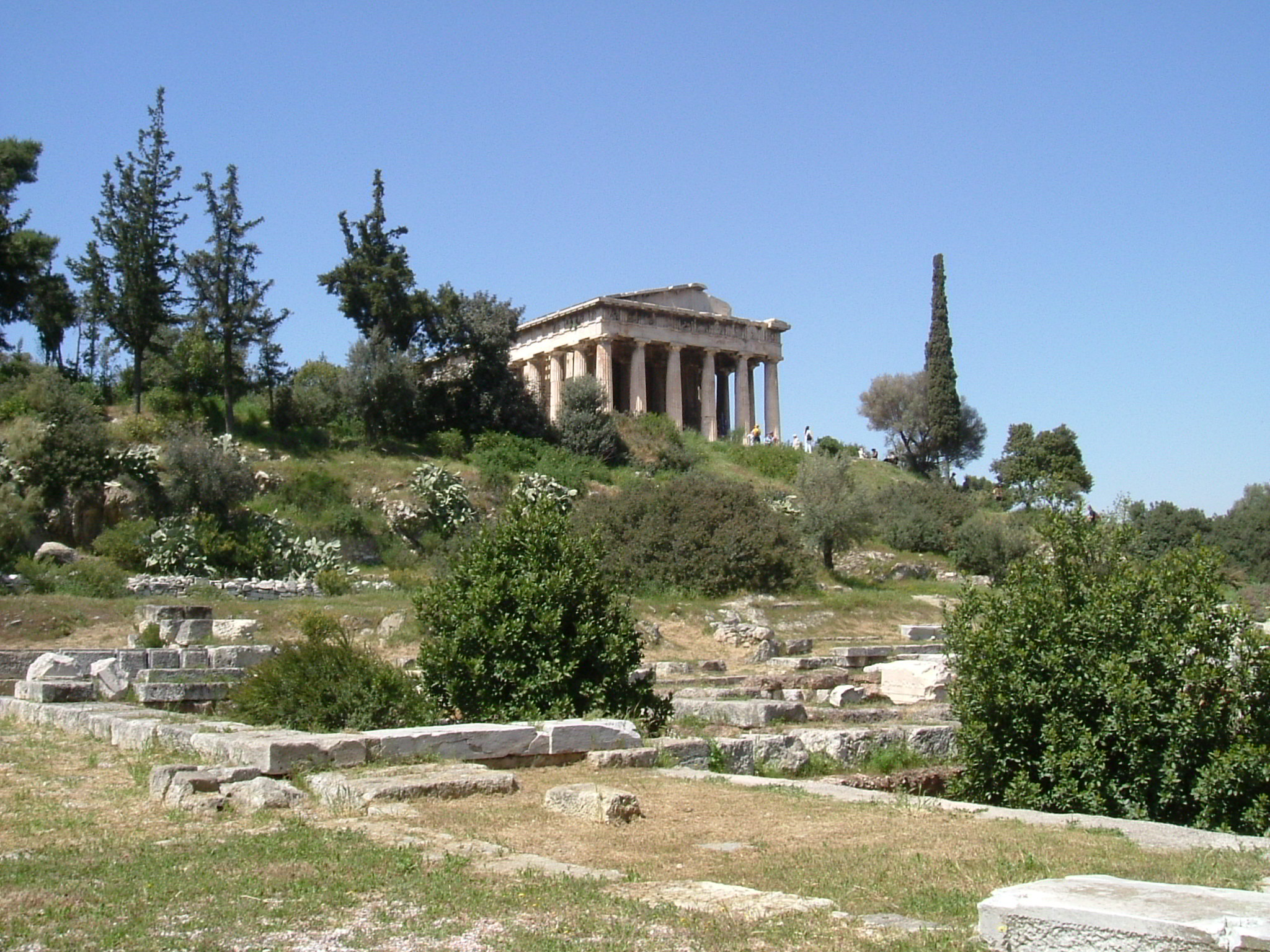

Colono Agoraios (en griego antiguo: Κολωνός Ἀγοραῖος, Kolōnós Agoraios; en griego moderno: Αγοραίος Κολωνός, Agoraios Kolōnós}}; significa «la colina junto al ágora»), situada al sur y adyacente a una colina cercana al templo de Hefesto, solía ser el lugar de reunión de los antiguos artesanos atenienses. Estaba en el lado occidental del ágora de Atenas.
Se llamaba el «Colono del ágora» para distinguirlo del Colono Hippeios o «Colono de los caballos».
En la colina se encuentra el Templo de Hefesto, el templo antiguo mejor conservado de Atenas y Grecia. En la parte oriental de la colina se encontraban en la antigüedad la Estoa de Zeus, el Templo de Apolo Patroos, el Buleuterio, el Tholos y el Estrategeion. En la ladera norte se encontraban el Arsenal y el Templo de Afrodita Urania, entre otros.